# Hydrellia vulgaris
Hydrellia vulgaris är en tvåvingeart som beskrevs av Cresson 1931. Hydrellia vulgaris ingår i släktet Hydrellia och familjen vattenflugor. Inga underarter finns listade i Catalogue of Life.